# Gabriel de Avilés y del Fierro
Gabriel Miguel de Avilés y del Fierro, IV marqués de Avilés (Vich, Barcelona, 1735 – Valparaíso, Capitanía General de Chile, 1810) fue un militar y político español, Gobernador de Chile (1796–1799), séptimo virrey del Río de la Plata (1799–1801) y trigesimoséptimo del Perú (1801–1806).
Era hijo de José de Avilés e Iturbide, I marqués de Avilés, coronel de dragones y corregidor de Vich (1728–1744), y de Isabel del Fierro Brito. Al igual que su padre siguió la carrera militar y en 1767 fue nombrado capitán del regimiento de Dragones de la Reina.
Falleció en 1810 en la ciudad de Valparaíso, en la Capitanía General de Chile.

## Carrera militar
En 1768, con el grado de sargento mayor, fue destinado a Perú. En 1771 se le designó subinspector para la instrucción de las milicias de caballería, aunque en la práctica actuaba como director de las tropas. En 1776 obtuvo por Real Orden el grado de coronel.
En 1780 se iniciaría la «Gran Rebelión» de José Gabriel Túpac Amaru con la ejecución del corregidor español Antonio Arriaga. El coronel de dragones, Gabriel de Aviles, recibió la orden de partir con rumbo al Cusco el 28 de noviembre de 1780 al mando de un escuadrón de caballería escogida constituida por 200 miembros de la milicia de los «pardos libres», y a sus fuerzas se le unirían reclutas y otras expediciones hasta formar un gran ejército que ingresaría al Cuzco el 1 de enero de 1781 participando en la batalla del Cuzco el 4 de enero, la cual se prolongaria por casi una semana y culminaría con la retirada del ejército revolucionario.
Más tarde, al mando del cuerpo de reserva, participó en la campaña punitiva del general José del Valle contra la base rebelde en Tinta y luego varias expediciones al sur contra el caudillo Diego Cristóbal Túpac Amaru, primo de José Gabriel. 
Se casó en el Cuzco con la viuda del marqués de Santa Rosa, Mercedes del Risco y Ciudad (1782), de quien se decía era persona en extremo piadosa.
En 1785 heredó de sus hermanos el título de marqués de Avilés, concedido veinticuatro años antes al entonces intendente de Zaragoza, su padre, el brigadier José de Avilés. 
En 1787 fue nombrado gobernador del presidio y plaza fuerte del Callao. Permaneció en Perú hasta 1796, un año después de haber alcanzado el grado de teniente general.

## Capitán General de Chile
En 1796 Avilés ocupó el cargo de Reino de Chile o capitán general (gobernador) de Chile y presidente de su Real Audiencia, reemplazando en el cargo a Ambrosio O'Higgins, quien había sido nombrado virrey del Perú.
Durante su gobierno realizó diversas labores de gestión pública en Santiago de Chile relacionadas con la seguridad, limpieza, ornato, construcción, servicios públicos, y caridad: Adelantamiento de los tajamares del río Mapocho; empedrado de calles; instalación de alumbrado público por medio de faroles de vidrio colgados en pescantes de hierro ubicados en las principales cuadras; provisión de alojamientos para desvalidos (p.ej. Hospital San Juan de Dios). También en la capital, instauró el Tribunal del Consulado, el cual asumió las funciones de juez de las causas comerciales e industriales, siendo su primer síndico el abogado Manuel de Salas. 
Recorrió otros lugares de Chile, donde también mandó ejecutar trabajos similares a los de la capital, como la construcción de varias iglesias.

## Virrey del Río de la Plata
En 1799 Avilés marchó a Buenos Aires como virrey del Río de la Plata. Desde su puesto fomentó el desarrollo de las poblaciones fronterizas con los indígenas; suprimió las encomiendas de guaraníes, a los que liberó y entregó la propiedad de las tierras; organizó expediciones a las salinas para la obtención de sal; creó la Escuela de Náutica y la Sociedad Patriótica y Literaria; y promovió la publicación del Telégrafo Mercantil, primer periódico de Buenos Aires.
El 20 de junio de 1800 fue nombrado virrey del Perú por el rey Carlos IV, por fallecimiento de O'Higgins, aunque no ocupó el cargo hasta el año siguiente.

## Virrey del Perú
De regreso en el Perú, Avilés residió como virrey en la ciudad capital, Lima. Dedicaba gran parte de su tiempo a asuntos religiosos, por lo que era conocido popularmente como el "virrey devoto". Contrajo matrimonio con la limeña Mercedes Risco y Ciudad, apodada "la santa virreina", junto a la que sufragó diversas obras de caridad, como el hospital del Refugio para mujeres.
Su labor al frente del gobierno fue semejante a la de sus dos anteriores destinos. Durante el mismo se creó mediante Real Cédula la gobernación de Maynas, 15 de julio de 1802, y se incorporó Guayaquil al virreinato.
Tras cesar en el cargo en julio de 1806, Avilés se quedó a vivir en Lima. Establecido en el pueblo de la Magdalena cercano a la ciudad, en 1807, fallecida su esposa y sin hijos, se trasladó a Arequipa, donde permaneció hasta 1810. Ese año decidió volver a España pero enfermó durante el viaje y murió en Valparaíso en septiembre.
El marquesado de Avilés pasó a su hermano mayor, a cuya muerte se extinguió por falta de descendientes.

## Escudo de Armas
En campo de gules, un castillo donjonado de oro, con dos alas de plata, una a cada lado; el cual se asienta sobre rocas y ondas de azur y plata. El escudo se encuentra adornado con banderas y estandartes propios del rango de Teniente General que ostentaba y demás ornamentos (cañones, lanzas, etc) característico de su profesión de armas. En la parte superior porta un yelmo con lambrequines que salen del mismo.  El todo timbrado con una corona de marqués correspondiente a su título nobiliario.